# Jamil Mardam Bey
Jamīl Mardam Bey (in arabo جميل مردم بك‎?, Jamīl Mardam Bik; Damasco, 1894 – Il Cairo, 30 marzo 1960) è stato un politico siriano.
Fu primo ministro del suo Paese dal 1936 al 1939 e una seconda volta dal 1946 al 1948.
Nato in una famiglia sunnita di origine ottomana, Jamīl Mardam discendeva dal generale e gran vizir ottomano Lala Kara Mustafa Pascià. Studiò scienze politiche a Parigi e fu uno dei fondatori della società segreta al-Fatāh (la Giovane), che costituì l'organizzazione di maggior efficacia contro l'Impero ottomano in Siria.

## Gioventù
Jamīl Mardam Bey fondò al-Fatāh con altri quattro studenti arabi che vivevano a Parigi nel 1911. L'organizzazione esortava gli arabi e i turchi a rimanere uniti all'interno della cornice dell'Impero ottomano ma reclamava identici diritti per gli arabi rispetto a quelli di cui godevano i turchi. Nel 1913, al-Fatāh trasferì i suoi uffici a Beirut e nel 1914 i suoi fondatori aprirono un ufficio a Damasco per coordinare meglio le attività nazionaliste.
Nell'estate del 1913, i fondatori di al-Fatāh organizzarono il congresso arabo del 1913 a Parigi, per discutere il deterioramento degli standard di vita nell'Impero ottomano. Non volendo creare una frattura permanente con le autorità di Istanbul, i fondatori non si proposero di realizzare una completa liberazione degli Arabi dal gioco turco ma tentarono di facilitare buone relazioni con gli Ottomani. Quando questo intento fallì, passarono a sostenere la necessità di un movimento separatista che portasse a una completa rottura con gli ottomani.
Nel 1916, Jamil Mardam si unì alla rivolta araba proclamata dallo sharīf di Mecca al-Ḥusayn ibn ʿAlī. Gli ottomani lo condannarono a morte in contumacia e Jamil fuggì in Europa, dove coordinò le attività dei nazionalisti arabi tra i politici che lì si trovavano in esilio e i sostenitori del movimento indipendentistico in Siria. Vari suoi compagni di lotta furono impiccati in pubblico a Damasco e a Beirut il 6 maggio 1916.

## Vita politica
Quando l'Impero ottomano perse nella prima guerra mondiale nel 1918, Mardam Bey tornò in patria. Nel 1919 accompagnò Faysal alla conferenza di pace di Parigi e divenne il vice del ministro degli esteri Abd al-Rahman Shahbandar. Mardam Bey prese parte ai colloqui diplomatici tra Siria e Francia, nell'intento di prevenire l'incremento del mandato francese nell'area vicino-orientale. Con Shahbandar, Mardam Bey incontrò il generale francese Henri Gouraud e tentò di realizzare un compromesso, ma i colloqui fallirono, di fronte alla precisa volontà di Parigi di sottoporre l'area siro-libanese al suo dominio.
Il 24 luglio 1920, Jamil Mardam Bey fu condannato a morte dalle forze armate francesi dopo che essi ebbero detronizzato re Faysal e messo fine con le armi al Regno Arabo di Siria. Mardam Bey riparò a Gerusalemme (in area d'influenza britannica) e rimase lì fino a che l'autorità mandataria francese decretò un'amnistia e gli permise di tornare a Damasco nel 1921. Diventò membro dell'Associazione del Pugno d'acciaio (in arabo جمعية القبضة الفولاذية‎?, Jamʿiyyat al-qabḍa al-fūlādhiyya), un movimento clandestino guidato da Shahbandar. Nel maggio del 1922, la Francia accusò lui e Shahbandar di essersi incontrati segretamente con inviati del governo statunitense e di aver cercato di rovesciare il governo mandatario francese in Siria. Le autorità di quest'ultimo condannarono Shahbandar a 20 anni di carcere ed esiliarono Mardam Bey in Europa, dove egli rimase fino alla concessione di una nuova amnistia nel 1924.

Al suo ritorno a Damasco, Jamil Mardam Bey entrò nel Partito del Popolo, il primo partito politico moderno nella Siria mandataria. Esso era guidato da Shahbandar ed era stato fondato da re Faysal, diventato in seguito re d'Iraq. Il partito operava perché finisse il Mandato francese e fosse istituita una monarchia araba, elevando al trono un membro della famiglia hascemita – Faysal stesso o suo fratello ʿAbd Allāh, emiro di Transgiordania.
Nel luglio del 1925, il sayyid Sultan al-Atrash scatenò un'insurrezione armata contro i francesi dalle montagne siriane. Shahbandar agì come mente della rivolta e incaricò Mardam Bey di organizzare una raccolta di fondi ad Amman e di reclutare uomini per le forze armate dei ribelli a Damasco. Egli contrabbandò armi dalla Palestina e offrì un "santuario" ai guerriglieri drusi nei frutteti della Ghuta, che circondavano Damasco. I frutteti di Mardam Bey nella Ghuta, noti come "Hosh al-Maban", diventarono magazzini per armi e munizioni.

Nel 1927 la grande rivoluzione fu stroncata dalle forze armate francesi e i suoi leader furono condannati a morte, ma tutti riuscirono a sfuggire all'arresto e si rifugiarono in esilio. Atrash e Shahbandar ripararono ad Amman, mentre Mardam Bey fuggì a Jaffa, ma fu arrestato dalle autorità britanniche mandatarie ed estradato in Siria. Per un anno, Mardam Bey restò in carcere sull'isola di Arwad, lungo la costa siriana, ma fu rilasciato dalla terza amnistia del 1928.
Mardam Bey tornò quindi a Damasco e co-fondò il Blocco Nazionale nell'ottobre 1927, il principale movimento anti-francese in Siria. Il blocco avrebbe contestato in seguito la leadership di Shahbandar e del suo Partito del Popolo. Il blocco era composto da proprietari terrieri, politici, commercianti e avvocati che volevano metter fine al Mandato con mezzi diplomatici più che con le armi. Hashim al-Atassi, già primo ministro sotto Faysal, ne divenne presidente e nominò Mardam Bey membro permanente del suo comitato esecutivo. Mardam Bey entrò nel parlamento della Siria mandataria nel 1928, 1932, 1936 e nel 1943, affermandosi in ogni tornata elettorale sui suoi antagonisti politici. Nel 1932 divenne ministro delle finanze del governo di Haqqi al-Azm.

Nel 1936, Jamil Mardam Bey aiutò a organizzare lo sciopero di 60 giorni in Siria che portò alla chiusura della maggior parte delle società e degli esercizi commerciali siriani in segno di forte protesta contro le politiche francesi nel Paese. Lo sciopero degenerò in violenze che portarono alla morte di numerose persone su entrambi i fronti antagonisti, obbligando la Francia a riconoscere gli esponenti del Blocco Nazionale come autentici rappresentanti del popolo siriano. Una delegazione ad alto livello del Blocco fu invitata a Parigi per colloqui per realizzare l'indipendenza nel marzo-settembre 1936. Mardam Bey accompagnò Hashim al-Atassi in Francia e fu il principale architetto di un accordo che garantiva l'indipendenza della Siria entro un quarto di secolo. In cambio di ciò, il Blocco Nazionale si diceva d'accordo nel concedere alla Francia numerosi privilegi politici, economici e militari in Siria e di sostenerla in Vicino Oriente se un altro conflitto mondiale fosse esploso in Europa. Il blocco tornò trionfante in patria e al-Atassi fu eletto presidente della Repubblica. Atassi incaricò quindi il 21 dicembre 1936 Jamil Mardam Bey perché formasse un nuovo governo.

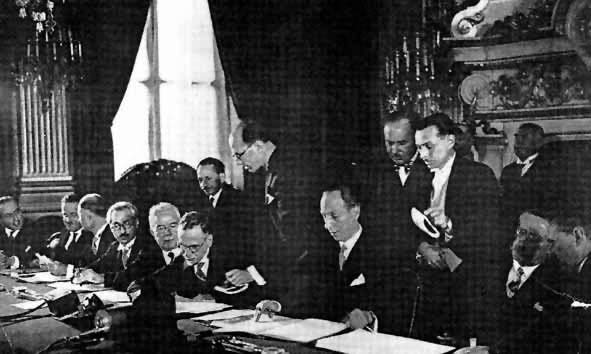
Il Blocco Nazionale firma con Blum il trattato franco-siriano a Parigi nel 1936. Da sinistra a destra: uno statista francese, Mustafa al-Shihabi, Sa'dallah al-Jabiri, Jamil Mardam Bey, Hashim al-Atassi (che firma) e, tra di loro, Léon Blum.

L'alleanza Atassi-Mardam Bey si scontrò subito con varie difficoltà. Innanzi tutto le agitazioni nel distretto della Jazira nel NE della Siria, in cui le popolazioni locali rifiutarono di sottomettersi al nuovo regime e richiesero l'autonomia che la Francia aveva promesso loro negli anni venti. Altri problemi furono costituiti dall'opposizione, interna al Blocco, espressa dall'antico mentore di Mardam Bey, il dott. Abd al-Rahman Shahbandar.
Dopo aver trascorso venti anni in esilio, il veterano patriota nazionalista Shahbandar tornò in patria nel 1937, pensando di ricevere una incarico ministeriale di alto profilo nella nuova amministrazione siriana. Temendo l'indubbia popolarità del vecchio combattente, Mardam Bey rifiutò di concedergli un posto nel governo da lui guidato e tentò di controllare attentamente le attività del suo antico compagno di lotta e patrono. Quando Shahbandar richiese il permesso di dar vita a un nuovo partito politico, Mardam Bey oppose un netto rifiuto. Shahbandar lo criticò apertamente, affermando che Mardam Bey stava guidando una dittatura di fatto in Siria. Mardam Bey rispose mettendo agli arresti domiciliari Shahbandar nella sua residenza estiva a Bludan. Quando una bomba esplose nell'autovettura di Mardam Bey, questi accusò immediatamente Shahbandar del tentativo di assassinio e ordinò l'incarcerazione del braccio destro di Shahbandar, Nasuh Babil, proprietario e distributore del quotidiano damasceno al-Ayyām (I giorni).

In aggiunta ai problemi di Mardam Bey si ebbe una progressiva crisi con la Francia, che rinnegò i termini del trattato già sottoscritto, con la giustificazione che nel caso di esplosione della guerra in Europa, Parigi avrebbe avuto la necessità di usare le sue dipendenze vicino-orientali come avamposti strategici. Shahbandar criticò l'incapacità di Mardam Bey di imporre alla Francia l'ottemperanza al trattato del 1936. Impossibilitato a ottenere che i termini del trattato fossero onorati e di fronte alla montante opposizione di Shahbandar e dell'opinione pubblica siriana, Jamil Mardam Bey rassegnò le proprie dimissioni il 23 febbraio 1939.

Nel luglio del 1940, Abd al-Rahman Shahbandar fu assassinato a Damasco e la sua famiglia accusò Jamil Mardam Bey e due componenti del Blocco Nazionale, Lutfi al-Haffar e Sa'dallah al-Jabiri, dell'omicidio. Tali accuse furono accolte da Bahij Bey al-Khatib, il nuovo capo dello Stato e l'ex primo ministro Mardam Bey fuggì in Iraq, dove il primo ministro iracheno Nuri al-Sa'id gli concesse l'asilo politico. Mardam Bey fu giudicato in contumacia, ma fu riconosciuto innocente dei capi d'imputazione rivoltigli e tornò quindi in patria nello stesso 1941.

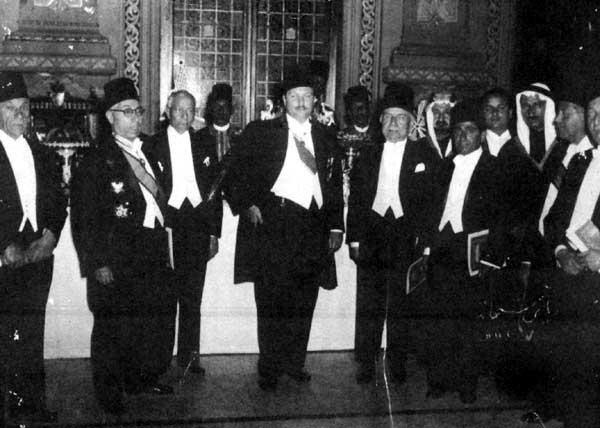
Banchetto offerto in suo onore da Fārūq I nel Palazzo reale di 'Abidin al Cairo nel 1945.

Nel 1943, Mardam Bey si alleò col leader del Blocco Nazionale, Shukri al-Quwwatli e insieme formarono una lista elettorale per il nuovo parlamento siriano. Quando Quwwatli fu eletto presidente della repubblica nell'agosto del 1943, egli nominò Mardam Bey ministro degli esteri nel gabinetto del Blocco Nazionale presieduto da Sa'dallah al-Jabiri. Quwwatli fu tra i fondatori della Lega Araba e collaborò alla creazione delle sue infrastrutture col segretario generale dell'organizzazione, 'Abd al-Rahman 'Azzam.

Nel novembre del 1944, Jamil Mardam Bey tornò ancora alla guida del ministero degli esteri, cui si aggiunse anche il ministero dell'economia e della difesa, oltre a diventare vice-primo ministro di Faris al-Khuri. Mardam Bey conservò tutte e quattro le posizioni fino all'agosto del 1945. Condusse colloqui diplomatici con la Francia e operò per il raggiungimento di un nuovo trattato, simile a quello del 1936, che garantisse l'indipendenza alla Siria. In questa occasione però rifiutò di concedere qualsiasi privilegio alla potenza mandataria.
Il 29 maggio 1945, il generale Charles de Gaulle ordinò che fosse condotto un raid aereo su Damasco e chiese l'arresto del presidente al-Quwwatli, del primo ministro Jamil Mardam Bey e di Sa'dallah al-Jabiri, presidente del parlamento. Tutti e tre furono accusati di ostacolare gli interessi francesi in Vicino Oriente. Nel raid aereo, la Francia distrusse il Parlamento siriano e il ministero della difesa. Truppe francesi effettuarono un'incursione nell'ufficio privato di Mardam Bey, confiscando tutti i documenti ufficiali e appiccarono il fuoco all'ufficio.

Quando la Siria divenne finalmente indipendente il 17 aprile 1946, Jamil Mardam Bey cominciò a prepararsi per le prossime elezioni, con l'intento anche di essere eletto presidente della repubblica. Nel tentativo di arginare la sua influenza, il presidente al-Quwwatli lo nominò ambasciatore in Egitto e poi in Arabia Saudita. Nel 1947, tuttavia, il primo ministro siriano Sa'dallah al-Jabiri morì, lasciando un vuoto di potere. Incapace di trovare un credibile sostituto, al-Quwwatli invitò Mardam Bey a formare un nuovo governo il 5 ottobre 1947. Mardam Bey creò il suo secondo gabinetto chiamando antichi membri del Blocco Nazionale che avevano dato vita al Partito nazionale e nominò Munir al-Ajlani ministro dell'istruzione. Mardam Bey assunse anche la carica di ministro degli esteri e della Sanità. Quando, il 26 maggio 1948, il ministro della difesa Ahmad al-Sharabati presentò le sue dimissioni, Mardam Bey assunse del pari quel ministero.

### Guerra arabo-israeliana

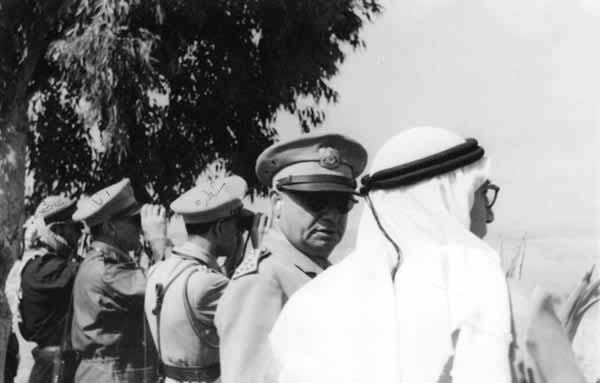
Il generale Husni al-Za'im, capo di stato maggiore, sul fronte col ministro della difesa Jamil Mardam Bey nel 1948.

Mardam Bey governò la Siria col presidente Shukri al-Quwwatli durante la prima guerra arabo-israeliana del 1948. Il conflitto distrusse la credibilità di Mardam Bey tra i conservatori, che lo accusarono di scadente leadership sul fronte della guerra. Accuse furono rivolte a lui da differenti parti politiche, incluso il partito Ba'th di Michel Aflaq che lo accusò di essersi arricchito con la spesa militare. Mardam Bey fu anche accusato, con l'ex ministro della difesa Ahmad al-Sharabati e quello delle finanze, Waḥba al-Ḥarīrī, di aver acquistato armi a prezzi gonfiati e di aver intascato la differenza. Mardam Bey entrò in contrasto anche con gli ufficiali, accusando d'inefficienza in battaglia il capo di stato maggiore Husni al-Za'im, chiedendogli di presentare le dimissioni.

Quando disordini ostili a Mardam Bey esplosero in Siria, il primo ministro rispose con la forza, proclamando la legge marziale, nominando se stesso governatore militare e mandando in carcere i critici di maggior peso, come Michel Aflaq. ordinò quindi alle forze armate di mantenere l'ordine per le strade, dando loro la facoltà di imprigionare molti dimostranti a Damasco e ad Aleppo. Su richiesta del presidente Quwwatli, Mardam Bey rassegnò tuttavia le proprie dimissioni il 22 agosto 1948. Annunciò quindi l'abbandono della vita politica, ammonendo profeticamente che il governo del Paese sarebbe stato assai difficoltoso, con l'antagonismo nascente tra civili e militari e con la minaccia d'Israele lungo i confini siriani.

## Gli anni finali

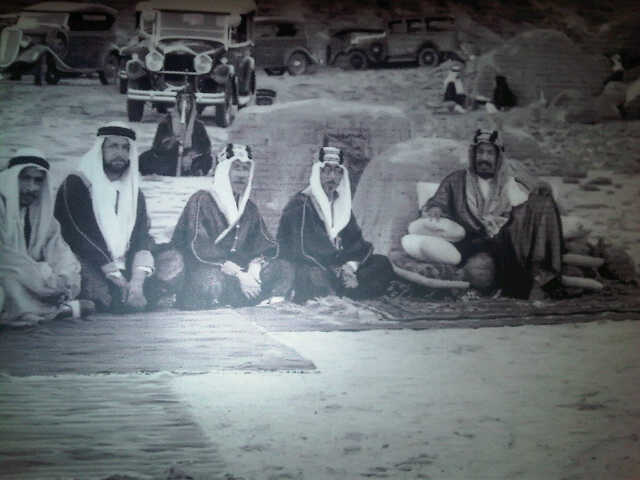
Jamil Mardam Bey, secondo da destra, con Ibn Saʿūd, re dell'Arabia Saudita, presso Ta'if nel 1934

Jamil Mardam Bey trascorse gli anni finali della sua vita tra l'Egitto e l'Arabia Saudita, in un esilio auto-imposto. Fu ospite onorato presso la corte di re Fārūq I al Cairo e di re ʿAbd al-ʿAzīz a Riad. Entrò in rapporti amichevoli con i Liberi Ufficiali che assunsero il potere in Egitto nel 1952, ponendo fine alla monarchia, come pure con i membri più autorevoli della famiglia reale saudita.

Nel 1955 il presidente egiziano Gamal Abd el-Nasser chiese a Mardam Bey di partecipare alla tornata elettorale presidenziale in Siria ma l'ex primo ministro declinò la proposta per ragioni di salute.

Jamil Mardam Bey morì al Cairo nel 1960 e fu inumato a Damasco.